# Natuurspeeltuin

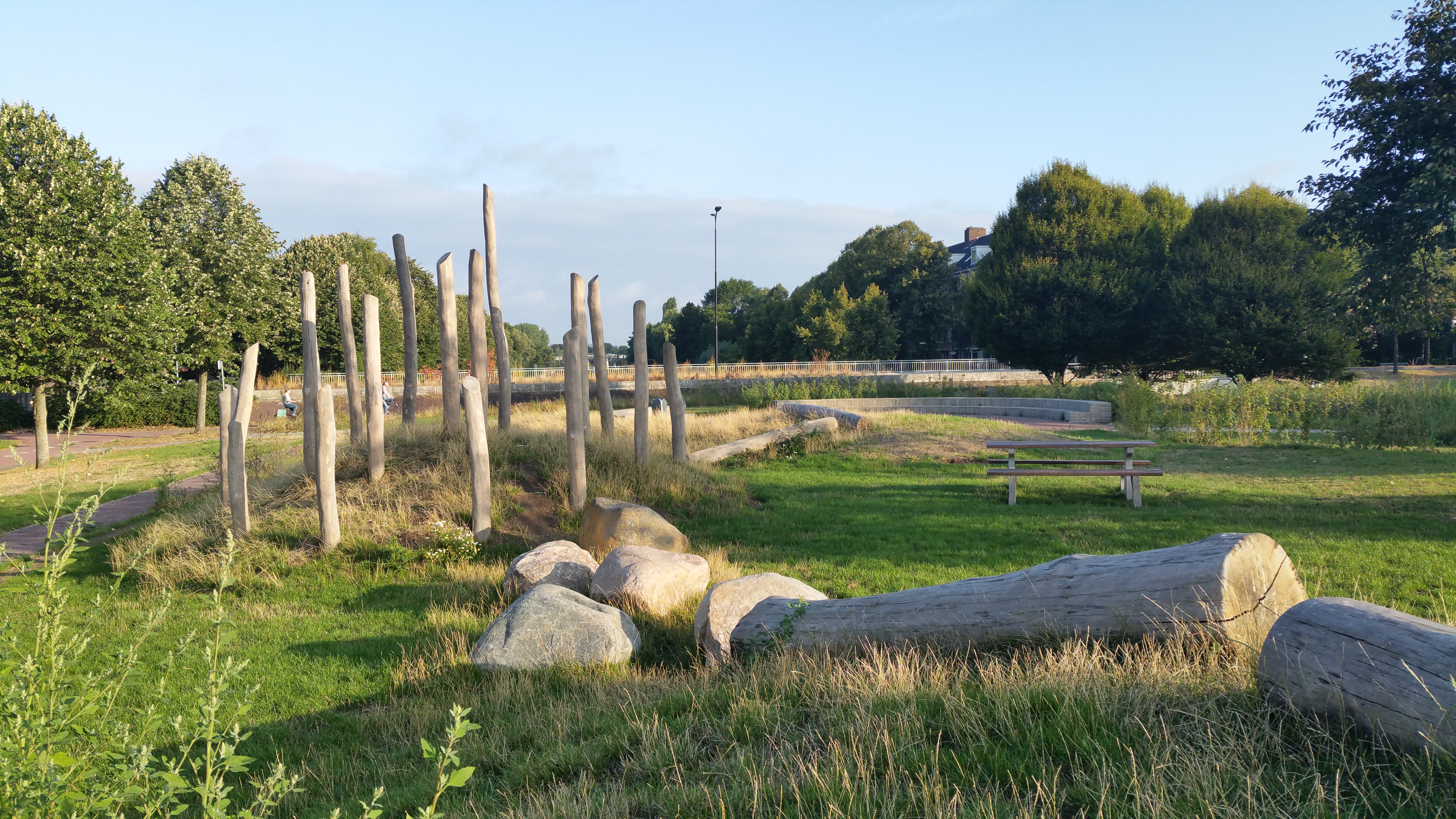

Een natuurspeeltuin is een speeltuin waar kinderen vrij kunnen spelen in de natuur.
In tegenstelling tot een traditionele speeltuin met wipkippen en glijbanen, is een natuurspeeltuin vooral een plek waar kinderen vrij kunnen spelen in de natuur. Een natuurspeeltuin biedt kinderen de mogelijkheid met water te kliederen, kikkers en padden te bekijken, bruggen en hutten te bouwen en nog veel meer. Het is dus een speeltuin met grond, hout, heuvels, water, zand, bloemen, stenen, vruchten.